# Vicente Casanova y Marzol
Vicente Casanova y Marzol (Borja, 16 aprile 1854 – Saragozza, 23 ottobre 1930) è stato un cardinale e arcivescovo cattolico spagnolo.

## Biografia
Nacque a Borja il 16 aprile 1854.
Papa Pio XI lo elevò al rango di cardinale nel concistoro del 30 marzo 1925.
Morì il 23 ottobre 1930 all'età di 76 anni.

## Genealogia episcopale e successione apostolica
La genealogia episcopale è:
- Cardinale Scipione Rebiba
- Cardinale Giulio Antonio Santori
- Cardinale Girolamo Bernerio, O.P.
- Arcivescovo Galeazzo Sanvitale
- Cardinale Ludovico Ludovisi
- Cardinale Luigi Caetani
- Cardinale Ulderico Carpegna
- Cardinale Paluzzo Paluzzi Altieri degli Albertoni
- Papa Benedetto XIII
- Papa Benedetto XIV
- Papa Clemente XIII
- Cardinale Bernardino Giraud
- Cardinale Alessandro Mattei
- Cardinale Pietro Francesco Galleffi
- Cardinale Giacomo Filippo Fransoni
- Cardinale Carlo Sacconi
- Cardinale Edward Henry Howard
- Cardinale Mariano Rampolla del Tindaro
- Cardinale Antonio Vico
- Cardinale Vicente Casanova y Marzol

La successione apostolica è:
- Vescovo Manuel Medina y Olmos (1926)
- Vescovo Juan Villar y Sanz (1927)
- Vescovo Lino Rodrigo Ruesca (1929)